# Marcelo (conde dos excubitores)

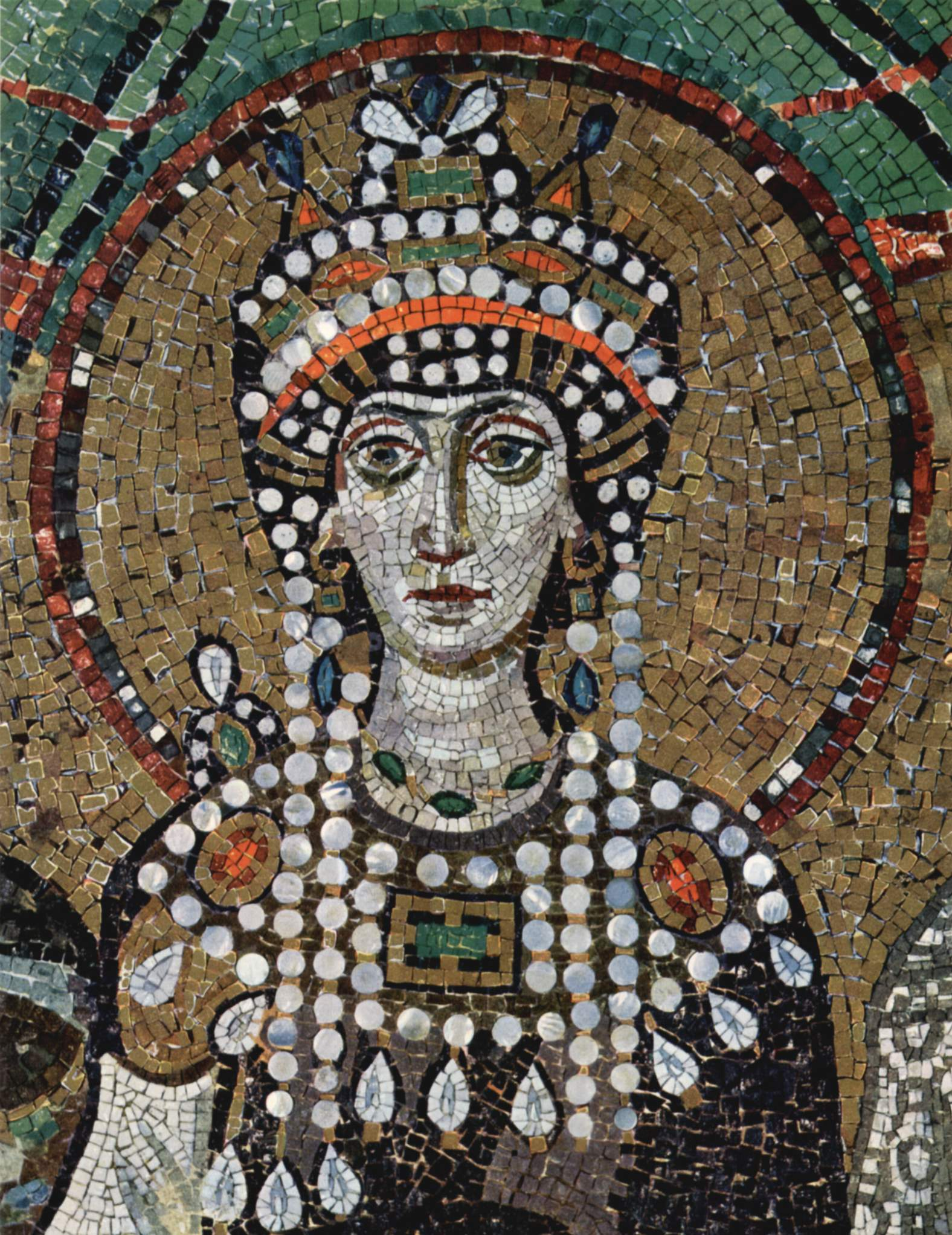
Teodora em detalhe dum mosaico da Basílica de São Vital

Marcelo (em grego: Μάρκελλος; romaniz.: Márkellos) foi um oficial judicial do Império Bizantino, um dos mais próximos assessores do imperador Justiniano (r. 527–565). Sua origem é desconhecida. Provavelmente iniciou sua carreira como juiz e em 539 foi nomeado pelo imperador como um dos quatro juízes imperiais seniores. Em 540, tornar-se-ia conde consistoriano e em 541 conde dos excubitores, posição que reteria até 552. Elogiado por seus contemporâneos devido a sua integridade, esteve envolvido em dois casos de conspiração contra o imperador, sempre em favor do império.

## Biografia
Nada se sabe sobre o começo de sua vida e carreira, mas foi evidentemente experiente juiz nomeado em 8 de abril de 539 por Justiniano como um dos quatro juízes imperiais seniores (iudices pedanei). É possível que fosse um dos condes consistorianos (comites consistoriani), já que é referido como conde em 540. No romance a respeito de sua nomeação, é registrado pelo imperador como sendo um associado próximo e "famoso por sua preocupação com a justiça", enquanto o historiador Procópio de Cesareia descreve-o como muito austero, incorruptível e uma personalidade ameaçadora, com uma profunda preocupação pela justiça e verdade.
No início de 541, foi nomeado ao posto muito influente de conde dos excubitores, chefe da guarda palaciana e imperial. Em maio de 541 envolveu-se numa trama pela imperatriz Teodora e sua amiga íntima Antonina contra João da Capadócia, o poderoso e odiado prefeito pretoriano de Justiniano. João havia se tornado muito poderoso, cercando-se de milhares de retentores armados. Teodora ressentia sua influência sobre o imperador, enquanto João odiava o popular general Belisário, marido de Antonina. Entre elas, Teodora e Antonina armaram um plano para fazer o prefeito confessar suas intenções traiçoeiras: usando sua filha como intermediária, Antonina confidenciou que Belisário estava considerando um golpe de estado e pediu a assistência de João.
Uma reunião foi arranjada no palácio de Rufiniana, próximo da Calcedônia, onde Marcelo, o eunuco e prepósito do cubículo sagrado Narses e muitos soldados estavam presentes para testemunhar os acontecimentos. Marcelo e Narses receberam ordens de Teodora para matar João caso ele se pronunciasse em favor da traição. No tumulto que se seguiu, contudo, João escapou e fugiu para uma igreja, enquanto Marcelo foi ferido por um dos guardas de João. João foi deposto imediatamente e então banido para Cízico.

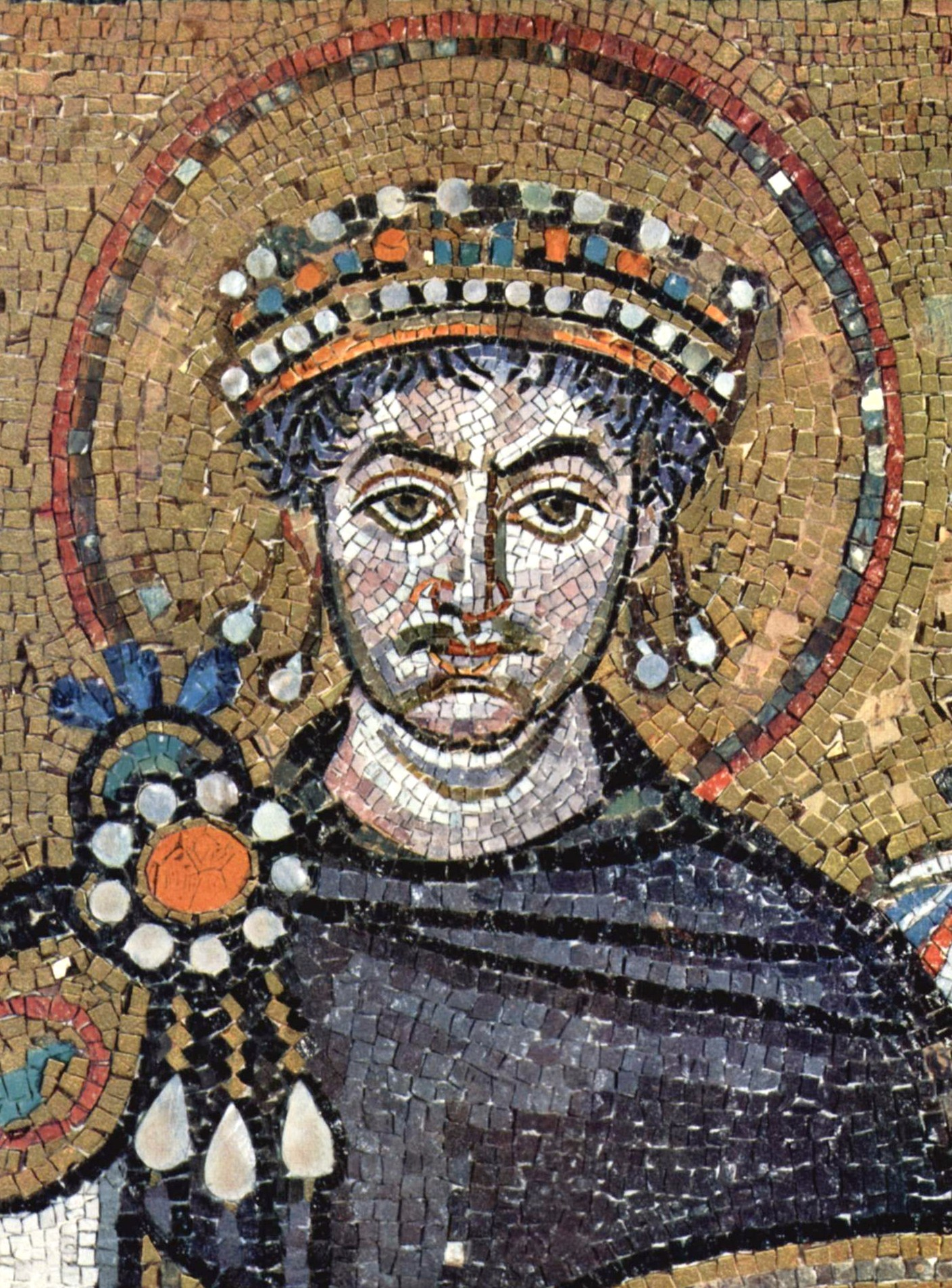
Justiniano em detalhe dum mosaico da Basílica de São Vital

Marcelo ressurge no final de 548 ou começo de 549, quando envolveu-se na conspiração do mestre dos soldados em presença (magister militum praesentalis) Artabanes. Artabanes sentiu-se menosprezado quando Teodora impediu seu casamento com Prejecta, a sobrinha do imperador, em 546, em razão dele já ser casado. Junto com alguns de seus parentes, conspirou para matar Justiniano e Belisário e instalar o primo do imperador, Germano, no trono. Para este fim contataram Justino, o filho mais velho de Germano, que fingiu ser simpático ao golpe, porém informou seu pai que, por sua vez, notificou Marcelo. Marcelo no início estava relutante de acusar Artabanes sem mais provas e providenciou uma discussão entre os conspiradores e Justino na qual Leôncio, seu associado, ouviria em segredo.
Por sua simpatia por Artabanes, Marcelo hesitou em informar Justiniano e também dissuadiu Germano de contatar o imperador diretamente, pois isso podia alertar os conspiradores. No fim, todavia, como Belisário estava retornando à cidade e o tempo da implementação do conluio estava próximo, ele revelou-o ao imperador. Justiniano ficou furioso que o assunto tinha sido escondido por tanto tempo e culpou Marcelo. Artabanes e seus conspiradores receberam punições leves; o próprio Artabanes recebeu apenas a pena de prisão domiciliar, mas logo depois foi perdoado e enviado como general à Sicília. Quando o assunto foi examinado pelo consistório, suspeitas também caíram sob Germano e seus filhos, porém o depoimento de Marcelo absolveu-os.
Em janeiro de 552, Marcelo é registrado como tendo sido agraciado com o título de cônsul honorário, e, sob o título de "juiz glorioso" (gloriosus iudes), participou de uma embaixada ao papa Vigílio, indicando sua possível demissão do posto de conde dos excubitores. Nada mais se sabe sobre ele.